# Средносрочни избори
Средносрочните избори (на английски: Midterm election) са междинни избори за членове на държавен орган, обикновено законодателен, в средата на мандата на изпълнителната власт.
Терминът обикновено се използва за изборите за управителен орган (обикновено законодателен орган), които са разделени, така че броят на работните места за този орган да не подлежи на подбор по същото време. Само една малка част от местата могат да бъдат избрани, докато останалите места няма да бъдат избирани до края на мандата им. Законодателите могат да имат по-дълъг мандат или такъв, който приключва близо до средносрочните избори.
Концепцията не бива да се бърка с частичните избори, които се провеждат, за да се запълнят местата, освободени по различни причини по време на мандата.

## Страни с междинни избори
- Аржентина[1]
- Либерия[2]
- Съединените щати[3] – вижте Междинни избори в САЩ